# Piemonte (cognome)
Piemonte è un cognome di lingua italiana.

## Varianti
Piemontese, Piemontesi, Piemonti.

## Origine e diffusione
Cognome tipicamente siciliano, è presente prevalentemente nel catanese, con comparse anche a Udine, Roma, Napoli, Salerno e in Puglia.
Potrebbe derivare dalla regione Piemonte, probabile regione d'origine del capostipite.
In Italia conta circa 343 presenze.
La variante Piemonti è prevalentemente lombarda; Piemontese è foggiano e cosentino; Piemontesi è piemontese, con comparse nel varesotto, novarese e triestino.

## Persone
- Giuseppe Piemonte – antifascista e politico italiano
- Martina Piemonte – calciatrice italiana